# Can Coll (Corbera de Llobregat)
Can Coll és una masia de Corbera de Llobregat (Baix Llobregat) inclosa en l'Inventari del Patrimoni Arquitectònic de Catalunya.

## Descripció
A causa de les reformes fetes pels actuals propietaris, aparentment no es diferencien els diversos cossos d'edificació originals de la casa, si bé hom aprecia uns prismes ben diferenciats: els de façanes sud i oest i la part de ponent i nord. Aquesta és la part més antiga de la construcció: disposa d'uns porxos de punta d'ametlla anteriors al segle xvi i restes de la paret nord. La part baixa té un tram de pedra de carreus afegit a un tramat d'obra d'opus spicatum molt poc corrent en aquest tipus de construcció. Segons Clopes i Batlle, la data d'aquesta part de mur pot referir-se a alguna construcció preromànica.

## Història
Sembla que inicialment hi hagué una prioria (no sabem la dependència). Passà a domini dels Coll, que ampliaren l'edificació primitiva a l'actual perímetre. La construcció del pou cobert actual denota uns 200 anys d'existència, o més. (22/IX/1660).
El propietari als anys 1980, Sr. Núñez i García, adquirí l'edificació i part del terreny. La casa estava pràcticament en runes, va refer els sostres i les teulades, així com el ràfec de la façana sud, els emmarcats de pedra de les obertures i tota la fusteria.